# توماس ماريا فيبر
توماس ماريا فيبر-كاريوتايكس (بالألمانية: Thomas M. Weber-Karyotakis؛ مواليد 24 كانون الأول/ ديسمبر 1953 في بوكم-هوفل، هام في وستفاليا) هو عالم آثار ألماني متخصِّص في العمارة اليونانيّة والرومانيّة والبيزنطيّة والمسيحيّة المبكرة، والواقعيّة البيزنطيّة، والنحت الروماني بالشرق الأوسط، والجغرافيا التاريخيّة، والنواويس الرومانيّة، وكذلك قواعد بيانات الصور. عمل مؤخرًا محاضرًا في علم الآثار القديمة والتاريخ القديم للهندسة المعماريّة في الجامعة الألمانيّة الأردنيّة في عمّان.

## السيرة المهنية
درس فيبر علم الآثار الكلاسيكي والتاريخ القديم والدراسات البيزنطيّة وتاريخ الفن المسيحي المبكر من عام 1974 حتى عام 1982 في جامعة يوهانس غوتنبرغ ماينز وجامعة أكسفورد. نال شهادة الدكتوراه عام 1982 في ماينز. حصل ويبر عام 1983 على منحة الأسفار الدراسية من معهد الآثار الألماني، ثم أصبح محاضرًا في قسم دمشق في المعهد الألماني للآثار عام 1984، ثم أصبح مديرًا لفرع عمّان في المعهد الألماني البروتستانتي لآثار الأراضي المقدسة عام 1985. كان ويبر أيضًا رئيس تحرير دار فيليب فون زابرن للنشر في ماينز بين عاميّ 1995 و 1997، كما كان قائدًا للمشروع الفرعي في مركز الأبحاث التعاونية في جامعة ماينز من عام 1997 إلى عام 2008. أصبح أستاذًا زائرًا في جامعة السوربون في باريس بين عاميّ 2001 و 2003 ومشاركًا في المركز الوطني الفرنسي للبحث العلمي. كما ترأس المشروع السوري الأوروبي «قواعد بيانات الصور العربيّة» في دمشق في عام 2003. ولقد تم تعيينه بعد عام واحد كأستاذ في ماينز. كما شارك منذ عام 2008 في مشروع منحوتات الرخام الروماني. عمل ويبر من عام 2010 كأستاذ لعلم الآثار الكلاسيكيّة في الجامعة الأردنيّة في عمّان. كما عمل منذ عام 2016 وحتى عام 2020 كمحاضر في خدمة التبادل الأكاديمي الألماني الأردني في كليّة العمارة والبيئة المبنيّة في الجامعة الألمانيّة الأردنيّة في عمّان أيضًا.
لقد قام فيبر بحفريات وبحوث ميدانيّة في اليونان وسوريا والأردن واليمن والمملكة العربية السعودية وليبيا. كما قام بتأليف الكثير من الإصدارات، وهو يتحدث بطلاقة إلى جانب الألمانيّة كل من الإنجليزيّة والفرنسيّة واليونانيّة الحديثة، بالإضافة إلى إلمامه بالعربيّة والإيطاليّة والتركيّة.

## وصلات خارجية
- إصدارات توماس ماريا فيبر، جامعة ماينز (بالإنجليزية)
- تقرير: الحمامات الشرقية في جراسا، جرش (بالإنجليزية)